# Waltari
Waltari é uma banda finlandesa conhecida por suas misturas musicais, principalmente do punk rock, pop, heavy metal, rap, além de muitas outras.
Waltari também é conhecido por seus musicais, como "Yeah!Yeah!Die!Die!" de 1996 e "Evankeliumi" de 1999.

## Integrantes
- Kärtsy Hatakka - baixo, vocal principal e teclados
- Jariot Lehtinen - guitarra e backing vocals
- Sami Yli-Sirniö - guitarra e backing vocals
- Ville Vehviläinen - bateria
- Janne Immonen - teclados e backing vocals

## Ex-integrantes
- Sale Suomalainen - bateria (1986 - 1990)
- Janne Parviainen - bateria (1990 - 2002)
- Roope Latvala - guitarra (1995 - 2001)
- Tote Hatakka - teclados ao vivo
- Mika Järveläinen - bateria (2002 - 2005)

## Discografia
- Mut Hei (EP) (1989)
- Monk Punk (1991)
- Torcha! (1992)
- Pala Leipää (coletânea, 1993)
- So Fine! (1994)
- Big Bang (1995)
- Yeah! Yeah! Die! Die! (1996)
- Space Avenue (1997)
- Decade (coletânea, 1998)
- Radium Round (1999)
- Channel Nordica (2000)
- Back To Persepolis (EP, 2001)
- Rare Species (2004)
- Blood Sample (2005)
- Early Years (2006)
- Below Zero (2009)
- You Are Waltari (2015)
- Global Rock' (2020)